# جورج تورنر (سياسي أسترالي)
جورج تورنر (بالإنجليزية: George Turner)‏ هو سياسي أسترالي، ولد في 8 أغسطس 1851 في ملبورن في أستراليا، وتوفي في 13 أغسطس 1916 في أستراليا.

## مناصب
- انتخب عضو الجمعية التشريعية فيكتوريا عن دائرة Electoral district of St Kilda [الإنجليزية]‏ (28 مارس 1889 – 15 يناير 1901).
- انتخب عضو مجلس الشورى البريطاني.
- انتخب Premier of Victoria [الإنجليزية]‏ ( – 12 فبراير 1901).
- انتخب Premier of Victoria [الإنجليزية]‏ (27 سبتمبر 1894 – 5 ديسمبر 1899).
- انتخب عضو مجلس النواب الأسترالي عن دائرة Division of Balaclava [الإنجليزية]‏ (29 مارس 1901 – 5 نوفمبر 1906).